# 哈里斯 (密蘇里州)
哈里斯（英語：Harris）是位於美國密蘇里州沙利文縣的城市。

## 人口
根據2020年美國人口普查的數據，哈里斯的面積為0.40平方千米，皆為陸地。當地共有人口65人，而人口密度為每平方千米163人。